# Pierre de Foix (1449–1490)
Pierre von Foix der Jüngere (lateinisch Petrus de Fuxo, italienisch Pietro Fuxo juniore); OFM (* 7. Februar 1449 in Pau; † 10. August 1490 in Rom) war ein französischer katholischer Geistlicher des 15. Jahrhunderts.

## Leben

Kardinalswappen von Pierre von Foix dem Jüngeren

Pierre von Foix wurde als zweiter Sohn von Gaston IV. Graf von Foix und Königin Eleonore von Navarra auf Burg Foix geboren. Er war der Neffe von König Ludwig dem Heiligen und Großneffe des Kardinals Pierre de Foix des Älteren. Als zweitgeborener Sohn nach seinem Bruder Gaston aufgrund der Primogenitur bei der Erbfolge unberücksichtigt, wurde er von seiner Familie früh für den geistlichen Stand vorgesehen.
Sein Onkel, der Kardinal, förderte die klassische Bildung seines Neffen und sandte ihn zum Studium an die Pariser Universität Sorbonne. Später schloss er seine akademische Ausbildung an der Universität von Ferrara unter Felino Sandeo, einem der berühmtesten Juristen jener Epoche, ab und promovierte zum Doktor beider Rechte.
Nach dem Abschluss seiner Studien reiste er mit Empfehlung des Kardinals von Foix in den Vatikan nach Rom, wo er eine Rede vor Papst Paul II. und dem Kardinalskollegium hielt. Noch vor Ort trat er als Franziskaner dem Orden der minderen Brüder bei, um wenig später vom Papst mit dem Amt eines Apostolischer Protonotars versehen zu werden.
Am 17. Mai 1475 wurde er zum Bischof von Vannes gewählt. Papst Sixtus IV. bestätigte seine Ernennung am 11. März 1476 und Foix behielt den Bischofsstuhl bis zu seinem Tod. Zusätzlich wurde er auch noch am 31. Juli 1475 zum Bischof von Aire ernannt.
Papst Sixtus IV. erhob Pierre von Foix im Konsistorium vom 7. Dezember 1476 zum Kardinal und übergab ihm am 10. Januar 1477 in St. Peter den Kardinalshut. Zudem wurde ihm anlässlich dieser Ernennung als Kardinaldiakon die in Rom gelegene Kirche Santi Cosma e Damiano als Titeldiakonie zugewiesen.
Neben diesen Ämtern diente Foix noch als Apostolischer Administrator der Diözese Bayonne, des Erzbistums Palermo, dessen Erzbischof er 1485 wurde und, von 1489 bis zu seinem Tod, der Diözese Malta. Pierre von Foix der Jüngere bekleidete auch die Abtswürde der Klöster Saint-Antoine-et-Saint-Pierre in Lézat-sur-Lèze, Saint-Savin, Sainte-Mélaine in Rennes und Saint-Bénigne.
Als Kardinal nahm Foix nicht am Konklave von 1484 teil, das mit der Wahl von Innozenz VIII. zum Papst endete.
Um 1485 vermittelte er ein Friedensabkommen im Guerre folle zwischen König Karl VIII. von Frankreich und Franz II., Herzog der Bretagne.
Aufgrund seiner engen familiären Verbindung zum Königreich Aragón war Foix eng mit König Ferdinand I. von Neapel befreundet und besuchte diesen auch in seinem Königreich.
Pierre von Foix der Jüngere verstarb am 10. August 1490 in Rom und wurde dort in der 1746 abgerissenen Kirche San Trifone in Posterula beigesetzt.